# Appias placidia
Appias placidia is een vlindersoort uit de familie van de Pieridae (witjes), onderfamilie Pierinae.
Appias placidia werd in 1790 beschreven door Stoll.